# Eric Harris og Dylan Klebold
Eric David Harris (9. april, 1981 – 20. april, 1999) og Dylan Bennet Klebold (11. september, 1981 – 20. april, 1999) var to amerikanske massemordere, der stod bag massakren på Columbine High School den 20. april, 1999. 

## Baggrund
Eric David Harris (født 9. april 1981 - død 20. april 1999) og Dylan Bennet Klebold (født 11. september 1981 - død 20. april 1999) var to amerikanske skoleelever, der blev kendt som gerningsmænd til massakren på Columbine High School. Sammen skød og dræbte de 12
elever og 1 lærer og sårede over 20. Efterfølgende begik Harris og Klebold selvmord i skolens bibliotek.

## Eric Harris
Harris blev født i Wichita, Kansas i USA som søn af Wayne Harris og Katherine Ann Poole. Familien flyttede ofte, fordi Harris’ far, Wayne, arbejdede som transport pilot for det amerikanske luftvåben med 11 forskellige positioner på seks baser i Ohio, Michigan og New York. Hans mor, Katherine, var hjemmegående husmor. Familien flyttede fra Pittsburgh, New York til Littleton, Colorado i juli 1993, da Wayne Harris blev pensioneret fra militær tjeneste.

## Dylan Klebold
Klebold blev født i Lakewood, Colorado i USA som søn af Thomas Klebold og Susan Yassenoff. Klebold var i de yngste klasser aktiv som spejder og gik både til T-Ball, baseball og fodbold. Klebold mødte Eric Harris, da de begge gik på Ken Caryl Middle School.